# Ellen Ek
Ellen Magnhild Maria Ek, född 4 juli 1997 i Malmö, är en svensk simhoppare. Hon har tävlat för både Malmö Kappsimningsklubb och Simklubben Poseidon i Lund. Hon började studera idrottsprogrammet på ProCivitas privata gymnasium i Malmö år 2013.

## Biografi
Som junior/ungdom har Ek tagit medaljer i ungdoms-SM, junior-SM och junior-NM. Hon har även deltagit i junior-EM en gång.
Ek slog igenom nationellt när hon som femtonåring vann senior-SM i höga hopp. Då hoppade hon endast 5m. Ett år senare gjorde hon alla sina hopp, utom ett, från 10m. Samma år som hon tog sitt individuella SM-guld, tog hon även SM-guld i synchro 3m med sin partner Felicia Granath. Synchro-guldet tog Granath och Ek även nästa år. 
Ek har kvalificerat sig till final på höga hopp i samtliga fem senior-SM hon deltagit i.

## Meriter

### Junior/ungdom
- EJM:
  - 2012 i Graz - 3m: 14:e, 1m: 22:a[4]
- NJM: 2 guld, 2 silver
  - 2012 i Turku/Åbo - Höga hopp: silver, 3m: guld, 1m: silver
  - 2013 i Kristiansand - Synchro 3m(med Felicia Granath): guld[5]
- JSM: 3 guld, 1 silver, 1 brons
  - 2011 i Jönköping -  Höga hopp: 5:a
  - 2012 i Jönköping - Höga hopp: 5:a
  - 2013 i Malmö/Lund - Höga hopp: guld, synchro 3m(med Felicia Granath): silver
  - 2014 i Malmö/Lund - Höga hopp: guld, 3m: brons, 1m: brons, synchro 3m(med Felicia Granath): guld
- USM: 1 guld, 5 silver, 2 brons
  - 2010 i Jönköping - Höga hopp: guld, 3m: brons, 1m: brons
  - 2011 i Stockholm - Höga hopp: silver, 3m: 5:a, 1m: 5:a, synchro 3m(med Lina Ewald): 4:a
  - 2012 i Lund - Höga hopp: silver, 3m: silver, 1m: silver
  - 2013 i Lund - Höga hopp: silver, 3m: 4:a[3]

### Senior
- NM: 1 silver
  - 2013 i Kristiansand - synchro 3m(med Felicia Granath): silver[5]
- SM: 3 guld, 3 silver
  - 2012(vinter) i Stockholm - Höga hopp: 4:a
  - 2012(sommar) i Karlskoga/Örebro - Höga hopp: silver
  - 2013(vinter) i Jönköping - Höga hopp: guld, 3m: 5:a
  - 2013(sommar) i Stockholm - Höga hopp: silver, 3m: 5:a, 1m: 4:a, synchro 3m(med Felicia Granath): guld
  - 2014(vinter) i Jönköping - Höga hopp: silver, synchro 3m(med Felicia Granath): guld[3]